# Swiss Women's Hockey League C
La Swiss Women's Hockey League C (fino al 2014: Lega Nazionale C) è la terza divisione del campionato svizzero femminile di hockey su ghiaccio. Fino alla stagione 2017-2018 era suddivisa in gironi geografici e rappresentava l'ultimo livello dell'hockey su ghiaccio femminile svizzero, mentre dalla stagione successiva, quando è stata creata la Swiss Women's Hockey League D, è divenuta a girone unico, con 12 squadre iscritte.

## Storia

### Denominazioni
- dal 1995 al 2014: Lega Nazionale C
- dal 2014: Swiss Women’s Hockey League C